# Pambak, Lori
Pambak là một đô thị thuộc tỉnh Lori, Armenia. Dân số ước tính năm 2011 là 404 người.